# Nombre enter
Els nombres enters són els que designen quantitats no fraccionables en parts més petites que la unitat. Per exemple −3, 80, −4 o 2019 són enters, mentre que {\displaystyle {\tfrac {3}{4}}}; −1,5; 3,14; {\displaystyle 5{\tfrac {1}{2}}}o {\displaystyle {\sqrt {2}}} no ho són.
Els enters es poden qualificar també amb l'adjectiu "sencer": que no hi manca cap part. Aquesta no és, però, forma correcte d'anomenar-los.
Són una extensió dels nombres naturals de forma que a més de comptar coses, permeten comptabilitzar pèrdues o deutes. També són necessaris en magnituds com les altures o la temperatura en què cal considerar valors per sobre o per sota de zero.
El conjunt dels nombres enters es representa amb el símbol {\displaystyle \mathbb {Z} }, la lletra inicial de la paraula alemanya Zahlen (nombre).
El conjunt dels nombres enters {\displaystyle \mathbb {Z} }, està format per:
- Els nombres naturals {\displaystyle \mathbb {N} } anomenats també enters positius: {\displaystyle \{+1,+2,+3,+4,+5,\ldots \}}. S'escriuen tant amb el signe més (+) al davant com sense. Si un nombre no porta el signe +, se sobreentén que és positiu.
- El nombre 0 (zero) El zero és l'únic nombre enter que no és positiu ni negatiu.
- Nombres enters negatius: {\displaystyle \{-1,-2,-3,-4,-5,\ldots \}}, conjunt que conté els oposats als nombres naturals positius. S'escriuen sempre amb el signe menys (−) al davant, Aquest signe menys forma part de la designació del nombre, no indica l'operació resta.

Els enters s'acostumen a representar com a punts equidistants situats sobre una recta que s'estén cap a l'infinit en les dues direccions. Els positius cap a la dreta i els negatius cap a l'esquerra.

Matemàticament, el conjunt dels nombres enters amb les operacions de suma i multiplicació, {\displaystyle (\mathbb {Z} ,+,\cdot )}, constitueix una estructura algebraica d'anell commutatiu i unitari.
{\displaystyle \mathbb {Z} } és també un conjunt infinit numerable completament ordenat sense fita superior i tampoc fita inferior.
La branca de les matemàtiques que estudia les propietats dels nombres enters s'anomena teoria de nombres.

## Història
Històricament el reconeixement dels nombres negatius com a nombres de ple dret ha estat molt més complicat que per la resta dels enters.
El concepte abstracte de nombres negatius va ser reconegut entre el 100 aC – 50 aC. El xinès Els nou capítols de les arts matemàtiques (九章算术) (Jiu-zhang Suanshu) conté mètodes per a trobar àrees de figures; es feien servir barres vermelles per a denotar coeficients positius i barres negres per als negatius. Aquesta és la menció dels nombres negatius més antiga coneguda a l'Est; la primera referència en un treball occidental va ser al segle iii a Grècia. Diofant d'Alexandria va fer referència a l'equació que avui s'escriuria com a {\displaystyle 4x+20=0} (la solució ha de ser negativa) a Aritmètica, dient que l'equació donava un resultat absurd.
Durant els anys 600, els nombres negatius s'usaven de forma habitual a l'Índia per a representar deutes. La referència anterior de Diofant va ser discutida de forma més explícita pel matemàtic indi Brahmagupta, a Brahma-Sphuta-Siddhanta 628, qui va fer servir nombres negatius per a produir la forma general de la fórmula quadràtica que es continua fent servir avui en dia. Però, al segle xii a l'Índia, Bhaskara II obté les arrels negatives de les equacions quadràtiques però diu que el valor negatiu "en aquest cas no s'ha d'adoptar, perquè és inadequat; la gent no aprova les arrels negatives".
Els matemàtics europeus, majoritàriament, es varen resistir al concepte de nombres negatius fins al segle xvii, tot i que Fibonacci admetia solucions negatives en problemes financers on es podien interpretar com a deutes (capítol 13 del Liber Abaci, 1202) i més tard en el cas de pèrdues (a Flos). Al mateix temps, els xinesos indicaven els nombres negatius a base de dibuixar una ratlla diagonal travessant el dígit de més a la dreta diferent de zero del corresponent nombre positiu. El primer ús dels nombres negatius en un treball europeu va ser fet per Nicolas Chuquet durant el segle xv. Els va fer servir com a exponents, però es referia a ells com a "nombres absurds".
Fins i tot en dates tant recents com al segle xviii, el matemàtic Suís Leonhard Euler creia que els nombres negatius eren més grans que infinit, i era pràctica habitual ignorar qualsevol resultat negatiu que donessin les equacions basant-se en la suposició de què no eren significatius, tal com va fer René Descartes amb les solucions negatives d'un sistema cartesià de coordenades.

## Extensió dels nombres naturals

Cinc pomes menys tres pomes són dues pomes. La resta de dos nombres naturals és un altre nombre natural sempre que el subtrahend sigui més petit que el minuend. Però quan el subtrahend és més gran que el minuend com en la resta 3-4 el resultat no és un nombre natural. Aquest és el motiu pel qual ens cal ampliar els nombres naturals amb els negatius. El resultat de 3-4 és el nombre enter -1. Aquesta operació es pot interpretar, per exemple, com que hem agafat 4 plàtans tot i que en teníem assignats 3, el resultat és que tenim el "deute" d'un plàtan.

Els nombres enters són una ampliació del conjunt dels nombres naturals i una part del conjunt dels nombres racionals.
Amb els nombres enters es poden fer les operacions numèriques usuals de la suma, resta i multiplicació.
Treballant amb el conjunt dels enters és possible resoldre sempre les equacions del tipus {\displaystyle a+x=b} que per exemple si {\displaystyle a=4} i {\displaystyle b=3} no es podia resoldre treballant amb el conjunt dels nombres naturals.
En canvi, si sols treballem amb enters, les equacions del tipus {\displaystyle ax=b}no tenen sempre solució. Per exemple si {\displaystyle a=5} i {\displaystyle b=-10}, l'equació té solució entera {\displaystyle x=-2}, però si {\displaystyle a=5} i {\displaystyle b=7} no hi ha solució entera. En altres paraules, la divisió entre enters no sempre dona com a resultat un enter.
Aquest és el motiu pel què cal una ampliació dels nombres enters incorporant els nombres fraccionaris o racionals. Els enters es poden considerar com a fraccions amb el denominador igual a u.
A partir dels nombres naturals es construeixen, doncs, els nombres enters estenent-los, és a dir afegint-los-hi uns nous elements de tal forma que la resta sempre tingui un resultat.
La resta es defineix com l'operació inversa de la suma, així si {\displaystyle a=b+c\,}, llavors {\displaystyle b=a-c\,} i {\displaystyle c=a-b\,}.
El conjunt dels nombres naturals es diu que és tancat respecte de la suma perquè per a qualsevol parella de nombres naturals, el resultat de la seva suma és també un nombre natural.
Ara bé, resulta que el conjunt de nombres naturals no és tancat respecte de la resta perquè, per exemple, no existeix cap nombre natural que sumat a 1 doni zero, per tant 0 − 1 no té cap resultat dins del conjunt dels nombres naturals.
El nombre negatiu −n (oposat de n) es defineix com el nombre que sumat a n dona zero.
Els nombres negatius es poden interpretar com la quantitat d'elements, de conjunts amb elements especials, que en unir-se amb els conjunts que tenen elements normals es neutralitzen, cancel·len o anul·len. Per exemple una quantitat negativa de diners es pot emprar per a representar un deute de tal manera que en unir-se amb la mateixa quantitat però positiva es cancel·la el deute. La càrrega elèctrica d'un determinat nombre de partícules es pot representar amb un nombre negatiu de tal manera que en reunir-se amb un nombre igual de partícules que tenen la mateixa quantitat de càrrega però oposada es cancel·len mútuament i en resulta una matèria elèctricament neutra.
Els nombres negatius s'escriuen afegint un signe menys davant del nombre del qual en són oposats. Així l'oposat del 7 s'escriu −7. Quant el conjunt de nombres negatius s'uneix amb el conjunt dels nombres naturals (inclòs el zero), s'obté el conjunt dels nombres enters.

## Operacions amb nombres enters
Com que els nombres enters són una extensió dels nombres naturals les operacions de sumar, restar, multiplicar, dividir, potenciació, etc. han de coincidir (han de donar el mateix resultat) quan s'apliquen entre els nombres enters que estan identificats amb nombres naturals, però cal definir de nou el significat d'aquestes operacions quan intervenen nombres negatius.
Un concepte útil per aquestes definicions és el de valor absolut d'un nombre enter. Es defineix el valor absolut d'un nombre enter n de la següent manera: Si el nombre n és positiu el seu valor absolut és el mateix nombre, si és negatiu el seu valor absolut és el seu oposat.

### Extensió de la suma
En sumar dos nombres negatius si es vol que es conservin les propietats commutativa i associativa ha de ser:
{\displaystyle (-a)+(-b)+a+b=[a+(-a)]+[b+(-b)]=0+0=0\,}
Per tant, cal definir la suma com:
{\displaystyle (-a)+(-b)=-(a+b)\,}
O dit en paraules, per sumar dos nombres negatius, se sumen els mòduls i al resultat se li posa signe negatiu.
Llavors es pot veure que sumar un nombre negatiu i restar han de ser el mateix. Com que en sumar i restar el mateix nombre a una quantitat ha de quedar la mateixa quantitat, si s'ha de seguir complint la propietat associativa ha de ser.
{\displaystyle a+(-b)=a+(-b)+b-b=a+[(-b)+b]-b=a-b\,}
Aquesta propietat permet definir la suma de dos nombres de diferent signe. Si el que té el mòdul més gran és el positiu i el que té el mòdul més petit és negatiu simplement es resta del de mòdul més gran el més petit. Si el que té el mòdul més gran és el negatiu llavors no es pot restar però es pot aplicar el següent:
{\displaystyle a+(-b)=-(-(a+(-b)))=-((-a)-(-b))=-((-a)+b)=-(b+(-a))=-(b-a)\,}
Per tant, el que es fa és restar del que té el mòdul més gran el que el té més petit i al resultat se li assigna signe negatiu.

### Extensió de la resta
Com que sumar un nombre negatiu i restar ha de ser el mateix, per estendre la resta n'hi ha prou amb definir-la com la suma de l'element oposat. Llavors s'apliquen les regles de la suma.

### Extensió de la multiplicació
Per estendre la multiplicació al cas de dos nombres de diferent signe es pot forçar que es compleixi la propietat commutativa per poder multiplicar sempre el positiu pel negatiu i definir-la com el resultat de sumar el negatiu amb si mateix una quantitat de vegades igual al nombre positiu. Això és el mateix que sumar el positiu amb si mateix una quantitat de vegades igual al mòdul del nombre negatiu i al resultat canviar-li el signe. O cosa que és el mateix, multiplicar els mòduls i al resultat assignar-li el signe negatiu.
L'observació anterior dona el criteri per estendre la multiplicació de dos nombres negatius es multiplica un pel mòdul de l'altre (que com que el primer és negatiu dona un resultat negatiu) i al resultat se li canvia el signe (que dona un resultat positiu).

### Extensió de la divisió
Si es vol que en tornar a multiplicar el resultat d'una divisió pel divisor doni altre cop el dividend no hi ha més remei que definir-la com el resultat de la divisió dels mòduls i llavors aplicar el mateix criteri de signes que amb la multiplicació. Cal fixar-se que igual com passa amb els nombres naturals, no sempre es pot trobar el resultat d'una divisió, és el cas en què no es pot trobar el resultat de la divisió dels mòduls en el conjunt dels nombres naturals.

### Regles per sumar, restar i dividir nombres enters
Tot això es pot resumir en la següent taula on a i b són nombres naturals:
|                       | Sumar | Restar | Multiplicar                             | Dividir                                         |
| --------------------- | --- | --- | --------------------------------------- | ----------------------------------------------- |
| {\displaystyle a,b}   | {\displaystyle a+b}                                                                                         | {\displaystyle {\begin{aligned}a-b&=a-b&{\text{si }}a>b\\a-b&=-(b-a)&{\text{si }}b>a\\\end{aligned}}}             | {\displaystyle a\cdot b}                | {\displaystyle {\frac {a}{b}}}                  |
| {\displaystyle a,-b}  | {\displaystyle {\begin{aligned}a+(-b)&=a-b&{\text{si }}a>b\\a+(-b)&=-(b-a)&{\text{si }}b>a\\\end{aligned}}} | {\displaystyle a-(-b)=a+b}                                                                                        | {\displaystyle a\cdot (-b)=-(a\cdot b)} | {\displaystyle {\frac {a}{-b}}=-{\frac {a}{b}}} |
| {\displaystyle -a,b}  | {\displaystyle {\begin{aligned}(-a)+b&=b-a&{\text{si }}b>a\\(-a)+b&=-(b-a)&{\text{si }}a>b\\\end{aligned}}} | {\displaystyle (-a)-b=-(a+b)}                                                                                     | {\displaystyle (-a)\cdot b=-(a\cdot b)} | {\displaystyle {\frac {-a}{b}}=-{\frac {a}{b}}} |
| {\displaystyle -a,-b} | {\displaystyle (-a)+(-b)=-(a+b)}                                                                            | {\displaystyle {\begin{aligned}(-a)-(-b)&=b-a&{\text{si }}b>a\\(-a)-(-b)&=-(a-b)&{\text{si }}a>b\\\end{aligned}}} | {\displaystyle (-a)\cdot (-b)=a\cdot b} | {\displaystyle {\frac {-a}{-b}}={\frac {a}{b}}} |

O, cosa que és el mateix, amb les següents regles:
- Per sumar dos nombres enters: 
  - del mateix signe: Se sumen els valors absoluts dels sumands, es posa el mateix signe dels sumands.
  - de diferent signe: Es resten els valors absoluts dels sumands, es posa el signe del sumand que té el major valor absolut.

- Per restar dos nombres enters se suma el primer a l'oposat del segon.

- Per multiplicar dos nombres enters: Es multipliquen els valors absoluts dels factors, Si són del mateix signe es posa signe positiu si són de diferent signe es posa signe negatiu.

- Per dividir dos nombres enters: Es divideixen els seus valors absoluts, Si són del mateix signe es posa signe positiu si són de diferent signe es posa signe negatiu.

#### Relació d'ordre
Un cop definida la resta es pot definir una relació d'ordre en el conjunt dels nombres entres. Un nombre a és més gran o igual que un nombre b si {\displaystyle a-b} és un nombre natural (un enter no negatiu).
Per exemple −3 és més gran o igual que −7 perquè (−3) − (−7) = 4 que és un nombre natural. En canvi −7 no és més gran que 6 perquè (−7) − 6 = −13 que no és un nombre natural.

### Extensió de la potenciació
Estendre l'operació d'elevar un nombre negatiu a un exponent positiu no té cap problema un cop s'ha estès la multiplicació de nombres negatius. Només fixeu-vos que com que cada cop que el nombre es multiplica per si mateix canvia el signe. El resultat serà el mateix que elevar el mòdul del nombre però amb signe negatiu si l'exponent és senar i positiu si l'exponent és parell.
Cal resoldre el problema de donar un significat a l'operació d'elevar un nombre a un exponent negatiu. Elevar-lo a un exponent positiu vol dir multiplicar-lo per si mateix tantes vegades com indica l'exponent però què pot voler dir multiplicar-lo per si mateix un nombre negatiu de vegades?
La forma de resoldre-ho és observar la següent propietat de la potenciació en nombres naturals:
{\displaystyle \left(a^{b}\right)\cdot \left(a^{c}\right)=a^{\left(b+c\right)}}.
Si es vol que la mateixa propietat es conservi pel cas dels nombres enters s'ha de fer que:
{\displaystyle \left(a^{b}\right)\cdot \left(a^{-c}\right)=a^{\left(b+(-c)\right)}=a^{\left(b-c\right)}}.
Però fixeu-vos que
{\displaystyle {\frac {a^{b}}{a^{c}}}={\frac {a^{\left(b-c\right)}\cdot a^{c}}{a^{c}}}=a^{\left(b-c\right)}\cdot {\frac {a^{c}}{a^{c}}}=a^{\left(b-c\right)}}.
Per tant, s'ha de definir la potència a un exponent negatiu com la divisió entre la potència al mateix exponent positiu:
{\displaystyle 1\cdot a^{-c}={\frac {1}{a^{c}}}}.
Fixeu-vos que encara que el conjunt dels nombres naturals era tancat respecte de la potenciació, el conjunt dels nombres enters no ho és perquè hi ha potències que no tenen solució al conjunt dels nombres enters per exemple:
{\displaystyle 2^{-1}={\frac {1}{2}}}.
Que no és un nombre enter.
Això permet també donar sentit a l'operació d'elevar a la potència zero de la següent manera:
{\displaystyle a^{0}=a^{b-b}={\frac {a^{b}}{a^{b}}}=1}.
La qual cosa explica per què es pren la convenció de definir que qualsevol nombre (a excepció del mateix zero) elevat a zero és la unitat.
No és possible emprar aquesta idea per definir elevar el zero a zero perquè l'expressió 00 equival a dividir entre zero, divisió que no està definida. Fixeu-vos que:
{\displaystyle 0^{0}=0^{-1}\cdot 0^{1}={\frac {0}{0}}}.
A l'anàlisi matemàtica, en el càlcul de límits, aquesta expressió és una indeterminació.

## Construcció dels enters
En matemàtiques els enters es poden construir com classes d'equivalència de parells ordenats de nombres {\displaystyle (a,b)}.
Intuïtivament es tracta de què {\displaystyle (a,b)} sigui el resultat de sostraure b de a. Per tal d'acomplir l'expectativa de què 1 − 2 i 4 − 5 denotin el mateix nombre, es defineix una relació d'equivalència ~ sobre aquest conjunt de parelles emprant la següent regla: 
{\displaystyle (a,b)\sim (c,d)}, precisament quan {\displaystyle a+d=b+c}.
Agafant 0 com un nombre natural, els nombres naturals es poden considerar que són un subconjunt d'aquest conjunt d'enters que s'acaba de definir emprant l'aplicació que a cada nombre natural n li fa correspondre el nombre enter representat per {\displaystyle [(n,0)]}, on {\displaystyle [(a,b)]} denota la classe d'equivalència que té {\displaystyle (a,b)} com a membre.
La suma i la multiplicació dels enters es poden definir a partir de la suma i la multiplicació en els naturals de la següent manera: 
{\displaystyle {\begin{aligned}\left[(a,b)\right]+[(c,d)]&=[(a+c,b+d)]\\\left[(a,b)\right]\cdot [(c,d)]&=[(ac+bd,ad+bc)]\\\end{aligned}}}.
El negatiu d'un nombre (o el seu invers respecte de l'addició) s'obté invertint l'ordre del parell:
{\displaystyle -[(a,b)]:=[(b,a)]}.
A partir d'aquí la subtracció es pot definir com l'addició de l'element invers respecte de l'addició:
{\displaystyle [(a,b)]-[(c,d)]:=[(a,b)]+[(d,c)]=[(a+d,b+c)]}.
La relació d'ordre estàndard dels enters ve donada per:
{\displaystyle [(a,b)]<[(c,d)]} si i només si {\displaystyle a+d<b+c}.
És fàcil verificar que aquestes definicions són independents de la tria dels representants de les classes d'equivalència.
Habitualment, [(a,b)] es denota per
{\displaystyle [(a,b)]={\begin{cases}|a-b|&{\text{si }}a\geq b\\|b-a|&{\text{si }}a<b\end{cases}}},
Si els nombres naturals s'identifiquen amb els enters (fent servir la correspondència que s'ha explicat més amunt) aquesta convenció no crea cap mena d'ambigüitat.
Aquesta notació cobreix la representació dels enters com {\displaystyle \{\ldots ,-3,-2,-1,0,1,2,3,\ldots \}}.
Alguns exemples són:
{\displaystyle {\begin{aligned}0&=[(0,0)]=[(1,1)]=\cdots =[(k,k)]\\1&=[(1,0)]=[(2,1)]=\cdots =[(k+1,k)]\\-1&=[(0,1)]=[(1,2)]=\cdots =[(k,k+1)]\\2&=[(2,0)]=[(3,1)]=\cdots =[(k+2,k)]\\-2&=[(0,2)]=[(1,3)]=\cdots =[(k,k+2)].\end{aligned}}}

## Propietats
Igual que els nombres naturals, el conjunt dels enters {\displaystyle \mathbb {Z} } és tancat per les operacions de suma i multiplicació, és a dir, la suma i el producte de dos enters qualssevol és un altre enter. Però, en incloure els nombres negatius i el zero, {\displaystyle \mathbb {Z} } (a diferència del que passa amb els nombres naturals) també és tancat respecte de la resta. {\displaystyle \mathbb {Z} } no és tancat respecte de l'operació de divisió, ja que el quocient de dos enters (per exemple 1 dividit entre 2), pot no ser un nombre enter. Així com els nombres naturals són tancats respecte de l'exponenciació, els enters no ho són (perquè quan l'exponent és negatiu el resultat pot ser una fracció).
La següents taules contenen algunes de les propietats bàsiques dels enters. a, b, c representen nombres enters qualssevol.
|                           | Suma                                               | Multiplicació                                                                                          |
| ------------------------- | -------------------------------------------------- | --- |
| Clausura                  | {\displaystyle a+b} és un enter.                   | {\displaystyle a\cdot b} és un enter.                                                                  |
| Associativitat            | {\displaystyle a+(b+c)=(a+b)+c}                    | {\displaystyle a\cdot (b\cdot c)=(a\cdot b)\cdot c}                                                    |
| Commutativitat            | {\displaystyle a+b=b+a}                            | {\displaystyle a\cdot b=b\cdot a}                                                                      |
| Element neutre            | {\displaystyle a+0=a}                              | {\displaystyle a\cdot 1=a}                                                                             |
| Invers                    | {\displaystyle a+(-a)=0}                           | |
| Distributivitat           | {\displaystyle a\cdot (b+c)=(a\cdot b)+(a\cdot c)} | {\displaystyle a\cdot (b+c)=(a\cdot b)+(a\cdot c)}                                                     |
| Manca de divisors de zero |                                                    | Si {\displaystyle a\cdot b=0}, llavors, o bé {\displaystyle a=0} o bé {\displaystyle b=0} (o tots dos) |

| Ordre                                        | Si {\displaystyle a=b}, llavors {\displaystyle b=a}. |
| Reflexiva                                    | {\displaystyle a=a} |
| Antisimètrica                                | Si {\displaystyle a\leq b} i {\displaystyle b\leq a}, llavors {\displaystyle a=b} |
| Transitiva                                   | Si {\displaystyle a<b} i {\displaystyle b<c}, llavors {\displaystyle a<c} |
| Compatibilitat amb l'ordre de les operacions | Si {\displaystyle a\leq b}, llavors {\displaystyle a+c\leq b+c}, per a tot {\displaystyle c} enter. I si {\displaystyle c\geq 0}, amb {\displaystyle a\leq b}llavors {\displaystyle ac\leq bc}. |
| Propietat o axioma de la bona ordenació      | Sigui S un subconjunt no buit de ℤ, acotat inferiorment, llavors S té primer element. Aquest axioma indica que el conjunt S té un ínfim i un suprem, la qual cosa vol dir que el conjunt de cotes superiors de S té un element menor de les cotes superiors anomenat suprem que alhora és major que tots els elements del conjunt S. |

## Estructura algebraica del conjunt dels enters

### Grup
En el llenguatge de l'àlgebra abstracta, la primeres cinc propietats de més amunt referides a l'addició confereixen al conjunt {\displaystyle \mathbb {Z} } amb la suma l'estructura d'un grup abelià. De fet, {\displaystyle \mathbb {Z} } és un grup cíclic, perquè qualsevol enter no nul es pot escriure sumant un determinat nombre de vegades 1 + 1 + ... + 1 o bé (−1) + (−1) + … + (−1). El grup ℤ és l'únic grup cíclic infinit, en el sentit que qualsevol altre grup cíclic infinit és isomorf a {\displaystyle \mathbb {Z} }.

### Anell
Les primeres quatre propietats de damunt respecte de la multiplicació diuen que ℤ amb l'operació producte forma un monoide commutatiu. No obstant, no tots els enters tenen un invers respecte de la multiplicació. Per exemple, no existeix cap enter {\displaystyle x} tal que {\displaystyle 2x=1}. Per tant, {\displaystyle \mathbb {Z} } no és un grup si es considera amb l'operació producte.
Totes les propietats de la taula preses conjuntament diuen que ℤ amb l'addició i la multiplicació és un anell (matemàtiques) commutatiu amb element unitat. En efecte {\displaystyle \mathbb {Z} } és el motiu principal per definir tal estructura. La manca d'invers respecte de la multiplicació es tradueix en el fet que {\displaystyle \mathbb {Z} } no és un cos.
L'anell ℤ és a més un anell íntegre, perquè no conté divisors de zero. Tot anell íntegre està contingut en un cos, el cos més petit que conté els enters és el cos {\displaystyle \mathbb {Q} } dels nombres racionals, que és el seu cos de fraccions.

### Anell euclidià
Encara que la divisió ordinària no estigui definida en {\displaystyle \mathbb {Z} }, es pot fer servir l'algorisme d'Euclides per efectuar una divisió amb residu: donats dos enters a i b amb {\displaystyle b\neq 0}, existeixen i són únics dos enters q i r tals que 
{\displaystyle a=q\cdot b+r\ {\text{ amb }}\ 0\leq r<|b|},
L'enter q s'anomena el quocient i r s'anomena el residu, de la divisió de a entre b.
L'algorisme d'Euclides mostra com dos nombres enters tenen sempre un màxim comú divisor i un mínim comú múltiple. A més pel teorema fonamental de l'aritmètica tot nombre enter té una única descomposició com producte de nombres primers. L'existència de l'algorisme d'Euclides fa de {\displaystyle \mathbb {Z} } un anell euclidià. El teorema fonamental de l'aritmètica fa de {\displaystyle \mathbb {Z} } un anell factorial. A més a més, {\displaystyle \mathbb {Z} } també és un anell principal (com a conseqüència d'ésser euclidià, per exemple).

## Relació d'ordre
{\displaystyle \mathbb {Z} } és un conjunt totalment ordenat sense fita superior ni inferior. L'ordre de {\displaystyle \mathbb {Z} } ve donat per:
{\displaystyle \cdots <-3<-2<-1<0<1<2<3<\cdots }
Un enter és positiu si és més gran que zero i negatiu si és més petit que zero. Zero es defineix com ni negatiu ni positiu.
L'ordenació d'enters és compatible amb les operacions algebraiques de la següent manera:
1. si {\displaystyle a<b} i {\displaystyle c<d}, llavors {\displaystyle a+c<b+d}
2. si {\displaystyle a<b} i {\displaystyle 0<c}, llavors {\displaystyle ac<bc}.

A partir del segon punt es pot demostrar que si {\displaystyle c<0}, llavors {\displaystyle ac>bc}.
En conseqüència ℤ juntament amb aquesta relació d'ordre és un anell ordenat.

## Cardinalitat
La cardinalitat del conjunt d'enters és igual a {\displaystyle \aleph _{0}} (àlef zero), o cosa que és equivalent, {\displaystyle \mathbb {Z} } és un conjunt numerable. Això es demostra immediatament construint una bijecció, és a dir, una funció que és injectiva i exhaustiva de {\displaystyle \mathbb {Z} =\{\ldots ,-2,-1,0,1,2,\ldots \}} a {\displaystyle \mathbb {N} }.
Si s'agafa com a {\displaystyle \mathbb {N} =\{0,1,2,\ldots \}}, llavors es construeix la funció:
{\displaystyle f(x)={\begin{cases}2|x|&{\text{si }}x<0\\0&{\text{si }}x=0\\2x-1&{\text{si }}x>0\end{cases}}}.
{\displaystyle \{\ldots ,(-4,8),(-3,6),(-2,4),(-1,2),(0,0),(1,1),(2,3),(3,5),\ldots \}}
Si s'agafa {\displaystyle \mathbb {N} =\{1,2,3,\ldots \}}, llavors es construeix la funció:
{\displaystyle g(x)={\begin{cases}2|x|&{\text{si }}x<0\\2x+1&{\text{si }}x\geq 0\end{cases}}}.
{\displaystyle \{\ldots ,(-4,8),(-3,6),(-2,4),(-1,2),(0,1),(1,3),(2,5),(3,7),\ldots \}}
Si el domini es restringeix a {\displaystyle \mathbb {Z} } llavors a tots i cadascun dels membres de {\displaystyle \mathbb {Z} } es corresponen amb un i només un membre de {\displaystyle \mathbb {N} } i per la definició d'igualtat cardinal els dos conjunts tenen igual cardinalitat.

## Representació en baseb
Donat b un nombre natural més gran que 1, volem escriure un enter n en la base b consisteix en expressar n com a suma de potències de b afegint un signe, és a dir, determinar els coeficients ak tals que {\displaystyle 0<a_{k}<b-1} i:
{\displaystyle n=\pm \sum _{k=0}a_{k}b^{k}}
Així tot nombre enter el podem escriure en forme de signe i magnitud en qualsevol base.
Per exemple:
{\displaystyle +(1249)_{10}=+(10011100001)_{2}=+(2341)_{8}=+(4E1)_{16}=(14444)_{5}}
{\displaystyle -(1423)_{10}=-(10110001111)_{2}=-(2617)_{8}=-(58F)_{16}=-(21143)_{5}}

## Els enters en una màquina
Per representar un nombre enter en una màquina (ordinador, calculadora, etc.):
- Es fa servir un sistema de representació binària.
- Només es disposa d'un nombre finit de posicions de memòria (bits) o només es pot emprar un nombre finit de dígits.
- El bit (dígit) de més a l'esquerra és el que indica el signe del nombre.

Formes de representació finita de nombres enters:
- Signe Magnitud
- Complement a 1
- Complement a 2
- Excés a {\displaystyle \mathbb {Z} }

Un enter (de vegades conegut com a int, procedent del nom d'un tipus de dades en el llenguatge de programació C, integer) sovint és un tipus de dada primitiva en llenguatges de programació. Tanmateix, els tipus de dades d'enter només poden representar un subconjunt finit de tots els enters, ja que els ordinadors pràctics són de capacitat finita. També, en la representació habitual de complement a dos, la definició inherent de signe distingeix entre negatius i no–negatius en comptes de negatius, positius i 0.
Les representacions de llargada variable d'enters, com en aritmètica de precisió arbitrària, poden emmagatzemar qualsevol enter que hi càpiga a la memòria de l'ordinador. Altres tipus de dades d'enter s'implementen amb una mida fixa, normalment un cert nombre de bits que és una potència de 2 (4, 8, 16, etc.) o un nombre memorable de xifres decimals (p. ex., 9 o 10).
Per contrast, els models teòrics d'ordinadors digitals, com les màquines de Turing, normalment no tenen capacitat infinita (només capacitat finita il·limitada).

## Teoria de nombres
Encara que sembli que els enters formen un conjunt de fàcil comprensió i de fàcil avaluació, amaguen grans teories i problemes de difícil solució; com per exemple decidir quin conjunt és més gran, si els dels enters o els dels reals, ja que, tot i que els dos són infinits, un pot tenir mes elements que l'altre; així com problemes i teories de difícil solució com el recentment demostrat Darrer teorema de Fermat o conjectures encara no demostrades com la famosa Conjectura de Goldbach. Els problemes que estudien propietats avançades dels enters s'emmarquen en la disciplina anomenada teoria de nombres.